# Noruega en los Juegos Europeos de Bakú 2015
Noruega participó en los Juegos Europeos de Bakú 2015 con una delegación de 58 deportistas. Responsable del equipo nacional fue el Comité Olímpico Noruego, así como las federaciones deportivas nacionales de cada deporte con participación.

## Medallistas
El equipo de Noruega obtuvo las siguientes medallas:
| Nombre           | Deporte     | Competición   |
| ---------------- | ----------- | ------------- |
| Oro              |             |               |
| —                |             |               |
| Plata            |             |               |
| —                |             |               |
| Bronce           |             |               |
| Bartosz Piasecki | Esgrima     | Espada ind. M |
| Grace Bullen     | Lucha libre | 58 kg F       |